# Gentil
Gentil är en kommun i Brasilien.   Den ligger i delstaten Rio Grande do Sul, i den södra delen av landet, 1 500 km söder om huvudstaden Brasília. Antalet invånare är 1 677.
I omgivningarna runt Gentil växer huvudsakligen savannskog. Runt Gentil är det glesbefolkat, med 16 invånare per kvadratkilometer.